# 68号美国国道

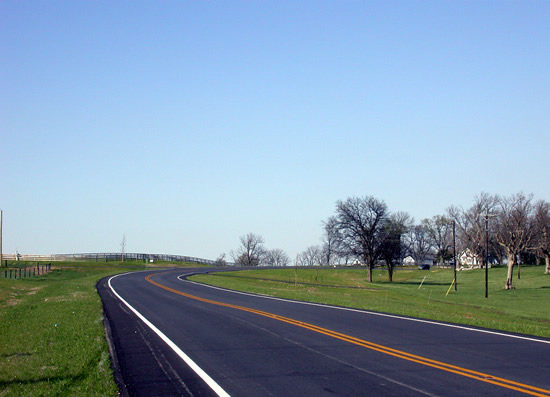
美国68号公路在默瑟县

68美国国道（英語：U.S. Route 68）是一条东西方向的美国国道。该公路连接了俄亥俄州汉考克县和肯塔基州麦克拉肯县，全长560英里(901公里)。